# Drama mèdic
El drama mèdic és un subgènere de les sèries de televisió de drama en què l'acció es desenvolupa en un entorn professional hospitalari o mèdic.
Les primeres sèries de drama mèdic aparegueren als Estats Units durant els anys 1960. Els dos primers drames mèdics americans foren Dr Kildare (NBC, 1961-1966) i Ben Casey (ABC, 1961-1966). Des de l'inici, els drames mèdics van centrar-se en les relacions amoroses dels seus personatges, abordant, al mateix temps, els problemes científics i ètics del món mèdic. En general, intenten transmetre un missatge humanista.
Aquest tipus de sèries solen tractar les problemàtiques socials i mèdiques amb un cert realisme, que també és molt present en la manera en què representen les professions mèdiques. És sobretot el cas de Medic (NBC, 1954-1956), que està basada en fets reals, o de Marcus Welby (ABC, 1969-1976), que mostra diferents enfocaments de la medicina.
La sèrie Emergency Room (NBC, 1994-2009) és, a dia d'avui, un dels models del gènere. Creada pel metge Michael Crichton, ens dona una visió fidel del funcionament d'un servei d'urgències, tot fent una crítica al sistema de salut americà. Ha estat molt aplaudida pel món mèdic, els professionals de la televisió i la crítica.
Dr House (Fox, 2004-2012), Grey's Anatomy (ABC, des de 2005) o The Good Doctor (ABC, des de 2017) són, probablement, els drames mèdics recents més exitosos. Dr House té com a personatge principal un antiheroi misantrop i recorda les investigacions policials de Sherlock Holmes. Grey's Anatomy és el drama mèdic americà més llarg a dia d'avui, sent una representació de l'emancipació femenina. The Good Doctor és protagonitzada per un jove autista cirurgià amb síndrome de savant, i és guanyadora de diversos premis internacionals.